# Leonardo García (actor)
Leonardo García Vale (Ciudad de México, 27 de diciembre de 1972) es un actor mexicano. Es hijo del actor Andrés García y de Sandra Vale, hermano de los actores Andrés García Jr. y Andrea García.

## Filmografía

### Telenovelas
- Prisionera de amor (1994) .... Óscar
- Con toda el alma (1996) .... Luis Linares
- Aguamarina (1997) .... Diego Quintana
- Perla (1998-1999) .... Roberto Valderrama
- Ellas, inocentes o culpables (2000) .... Mario
- Lo que es el amor (2001) .... Román Castellanos
- Por ti (2002) .... Antonio Cortés
- Belinda (2004) .... Ricardo Semprum
- Se busca un hombre (2007) .... Bruno Martel
- Contrato de amor (2008) .... Gabriel Escandón
- A Corazón Abierto (2012) .... Bruno Bautista
- Los Rey (2012) .... Everardo Rey San Vicente "Vado"[2]
- Tanto amor (2015-2016) .... Alberto Lombardo Iturbide

### Programas de televisión
- Tarzán (1991-1994) .... 2 episodios
- Acapulco HEAT (1999) .... Nombre Secreto: Fantasma
- Lo que callamos las mujeres (2001) .... 1 episodio
- Acapulco fashion (2004)
- El príncipe azul (2005) .... Leonardo García[3]
- Al tú por tú (2006) .... Leonardo García
- Cambio de vida (2007)

### Películas
- El día del compadre (1983)
- Un hombre en guerra (1991) .... Joelito
- Perros de presa (1992)
- Horas violentas (1992) .... América
- La tumba del Atlántico (1992)
- Bosque de muerte (1993) .... Raúl
- Dos hermanos buena onda (1993)
- Bésame en la boca (1995)
- El amor de tu vida S.A (1996) .... Galán de Eugenia
- Una luz en la oscuridad (1997)
- El de la camisa negra (2007)
- El Taxista Caliente 3 (2020)
- Gol de Plata (2022)